# Африканская чёрная кряква
Африканская чёрная кряква (лат. Anas sparsa) — вид уток рода речные утки (Anas).

## Таксономия
Он генетически близок к крякве (Johnson & Sorenson, 1999), но существуют некоторые особенности её поведения (Johnson et al., 2000) и (насколько это можно проследить) окраски; поэтому она относится к подроду Melanana в ожидании дальнейших исследований.

## Описание
Африканская чёрная кряква полностью чёрная с белыми пятнами на спине. Это утка среднего размера, самец и самка по размеру похожи, но при встрече в паре заметно, что самец заметно больше.

## Распространение
Она живёт в Центральной и Южной Африке. Она также известна, как чёрная речная утка, или западная африканская чёрная утка (Anas sparsa leucostigma), или Эфиопская черная утка.

## Поведение
Это очень пугливая и территориальная утка. Обычно она встречается парами или в небольших стаях.

## Места обитания
Она любит пребывать в реках и потоках воды в течение дня и предпочитает большие открытые водоемы в ночное время. Эта утка любит воды и лесные холмы Африки, а также любит прятать гнезда вблизи проточной воды. Африканская чёрная утка вьет свои гнезда чашеобразной формы из вынесенной течением и спутанной травы. Несмотря на то, что она строит свои гнезда вблизи проточной воды, они всегда выше уровня разлива и остаются на земле.

## Размножение
Она размножается в течение года в различных местах. Инкубационный период с матерью длится 30 дней и период оперения составляет 86 дней, и только мать заботится о молодняке. Количество яиц колеблется от 4 до 8.

## Питание
Она питается личинками и куколками, находя их обычно под камнями, водными растениями, растительной пищей, семенами, мелкой рыбой, улитками и крабами.

## Глобальные ссылки
- Photos of the African black duck Архивная копия от 15 мая 2009 на Wayback Machine hosted by the Feather Site.
- Videos of the African black duck hosted by the Internet Bird Collection.